# Auróra (keresztnév)
Az Auróra latin eredetű női név, jelentése: hajnal, hajnalpír. A római mitológiában a hajnal istennőjének a neve.

## Gyakorisága
Az újszülötteknek adott nevek körében az 1990-es években szórványosan fordult elő. A 2000-es és a 2010-es években sem szerepelt a 100 leggyakrabban adott női név között.
A teljes népességre vonatkozóan az Auróra sem a 2000-es, sem a 2010-es években nem szerepelt a 100 leggyakrabban viselt női név között.

## Névnapok
október 4., október 15., október 16.

## Híres Aurórák

### Egyéb Aurórák
- Aurora Aksnes, norvég énekesnő
- Auróra cirkáló, orosz múzeumhajó
- Aurora bolygó Isaac Asimov Alapítvány-Birodalom-Robot univerzumában
- Aurora volt Csipkerózsika eredeti neve